# Aimerleu (Ort)
Aimerleu (Aimerlau, Aimerliu) ist eine osttimoresische Siedlung im Suco Leolima (Verwaltungsamt Hato-Udo, Gemeinde Ainaro).

## Geographie
Aimerleu ist eine Siedlung im Südosten der Aldeia Aimerleu, in einer Meereshöhe von 417 m. Sie liegt im Westen des Siedlungszentrums Hato-Udo. Durch Aimerleu führt die südliche Küstenstraße Osttimors, die hier weiter landeinwärts verläuft. Nordöstlich befindet sich die Siedlung Dausur und südwestlich die Siedlung Lesse.